# 斉藤竜二
斉藤 竜二（さいとう りゅうじ、1953年10月28日 - ）は、日本の男性モデル。株式会社プレステージ所属。本名は坂部吉昭（さかべ よしあき）。

## 出演

### ドラマ
- 季節のなかの海岸物語
- 冬の輪舞
- 安宅家の人々
- サザエさんパート3（観月ありさ版）
- トップキャスター

### CM・広告
- 東京海上日動
- 大東建託
- ワタベウェディング
- 永谷園
- アサヒスーパードライ
- 日本マクドナルド
- 東日本ハウス
- トヨタ・パッソ
- デリケアM's
- ANA
- JAL
- みずほ銀行
- 西武鉄道
- KEIRIN

## 受賞
- 2020年度ベストボディジャパン関東大会 レジェンドクラス3位
- 2021年度ベストボディジャパン関東大会 レジェンドクラス準グランプリ
- 2022年度ベアトボディジャパン水戸大会　レジェンドクラス準グランプリ